# Konstandinos Gondikas
Konstandinos (Kostis) Gondikas, gr. Κωνσταντίνος (Κωστής) Γόντικας (ur. 1934, zm. 28 czerwca 2024) – grecki polityk i prawnik, parlamentarzysta krajowy, od 1981 do 1984 poseł do Parlamentu Europejskiego I kadencji.

## Życiorys
Jego ojciec Dimitrios Gondikas był posłem i przewodniczącym parlamentu. Ukończył studia prawnicze na Uniwersytecie Narodowym im. Kapodistriasa w Atenach, kształcił się na tej uczelni w zakresie ekonomii i politologii. Podyplomowo studiował prawo porównawcze i europejskie na Uniwersytecie Luksemburskim. Początkowo pracował jako dziennikarz, pisał także artykuły publicystyczne. Podjął praktykę adwokata, m.in. jako prawnik w zarządzie ateńskiego metra.
Zaangażował się w działalność polityczną w ramach Nowej Demokracji. W 1974 i 1977 wybierany do Parlamentu Hellenów z okręgu Elida. Został delegatem i wiceprzewodniczącym Zgromadzenia Parlamentarnego NATO. Od 1 stycznia do 2 listopada 1981 wykonywał mandat posła do Parlamentu Europejskiego w ramach delegacji krajowej, w październiku 1981 wybrany w wyborach powszechnych. Początkowo niezrzeszony, potem przystąpił do Europejskiej Partii Ludowej. Należał do Komisji ds. Kontroli Budżetu oraz Komisji ds. Kwestii Prawnych.
Żonaty, ma troje dzieci. Jego syn Dimitrios został siatkarzem i reprezentantem kraju, a następnie prawnikiem. W 1998 został prawomocnie skazany na 6 lat pozbawienia wolności za oszustwo związane ze sprzedażą cudzej nieruchomości.